# Netrostoma dumokuroa
Netrostoma dumokuroa är en manetart som först beskrevs av Agassiz och Mayer 1899.  Netrostoma dumokuroa ingår i släktet Netrostoma och familjen Cepheidae. Inga underarter finns listade i Catalogue of Life.